# Cesare Saccaggi
Cesare Saccaggi, né le 7 février 1868 à Tortone (province d'Alexandrie, Piémont) et mort dans la même ville le 3 janvier 1934, est un peintre et affichiste italien.

## Biographie
Élève de l'Accademia Albertina de Turin entre 1884 et 1890, Cesare Saccaggi réalise plusieurs décors pour l'église San Gioacchino et le musée de Turin[Lequel ?]. 
Renommé pour ses aquarelles et pastels souvent inspirés de l'Antiquité, du préraphaélisme et du symbolisme, il expose régulièrement en France de 1895 à 1927.
Son pastel Alma Natura Ave reçoit une médaille de bronze à l'Exposition universelle de 1900.

## Œuvre

### Affiches lithographiées
- Moscato Spumante Gancia Canelli[2], 1896.
- Rambler Bicycles Torino[3], vers 1895-1903.
- Mode Confezioni Mele, Napoli[4], 1900.
- Cinzano Gran spumante[5], vers 1900.
- Oriza L. Legrand Parfum des Jardins d'Armide[6], 1909.
- Amaro Felsina Ramazzotti[7], vers 1925.

### Peintures
- Alma Natura Ave, 1900[réf. nécessaire].
- Les Jeunes Filles dans un pré, 1895[réf. nécessaire].
- Les Fidèles au pardon, 1903, Gimel-les-Cascades, église paroissiale Saint-Pardoux.
- Giovane paggio[réf. nécessaire].
- Ave natura, 1910[réf. nécessaire].
- Berger d'Arcadie, 1927.
- Incipit vita nova, ou Dante e Beatrice in giardino, 1903.
- La Vetta ou la Reine de la glace, 1912.
- Sémiramis, 1905[réf. nécessaire].
- Apollon et Daphné, 1910[8].

## Expositions
- « Cesare saccaggi. 150 + 1 », exposition tenue à Garbagna en 2019 à l'occasion du 150e anniversaire de la naissance du peintre[9].
- « Saccaggi. Entre Eros et Pan », tenue à Tortone du 13 décembre 2008 au 8 mars 2009. Un documentaire sur la vie du peintre a été réalisé à l'occasion de l'exposition[10].

Œuvres de Cesare Saccaggi
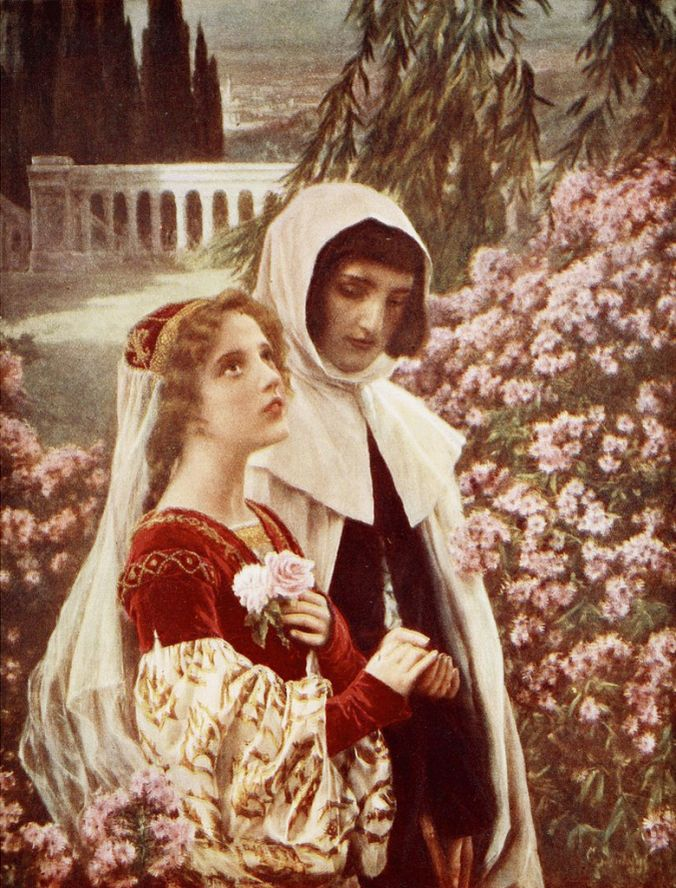
Dante e Beatrice in giardino, localisation inconnue.
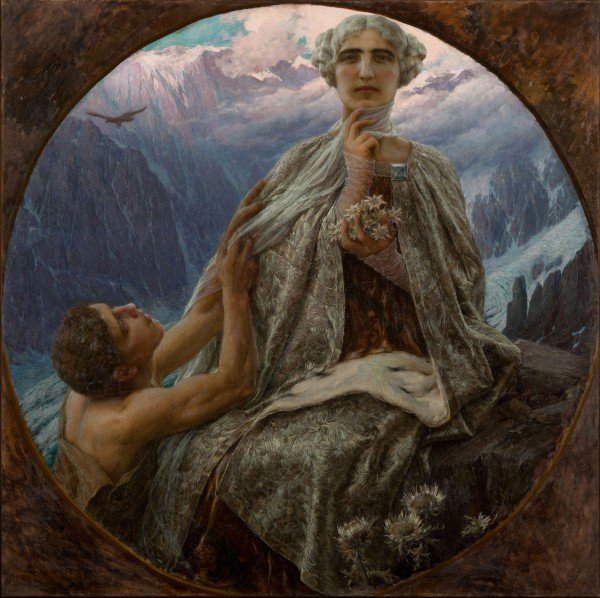
La Vetta ou La Reine de la glace (1912), localisation inconnue.
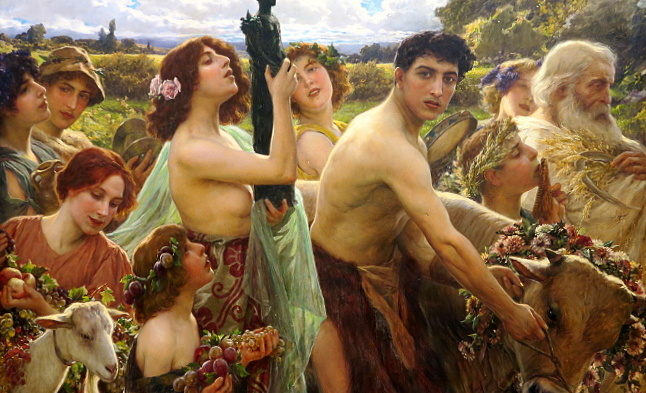
Ave natura (1910), localisation inconnue.
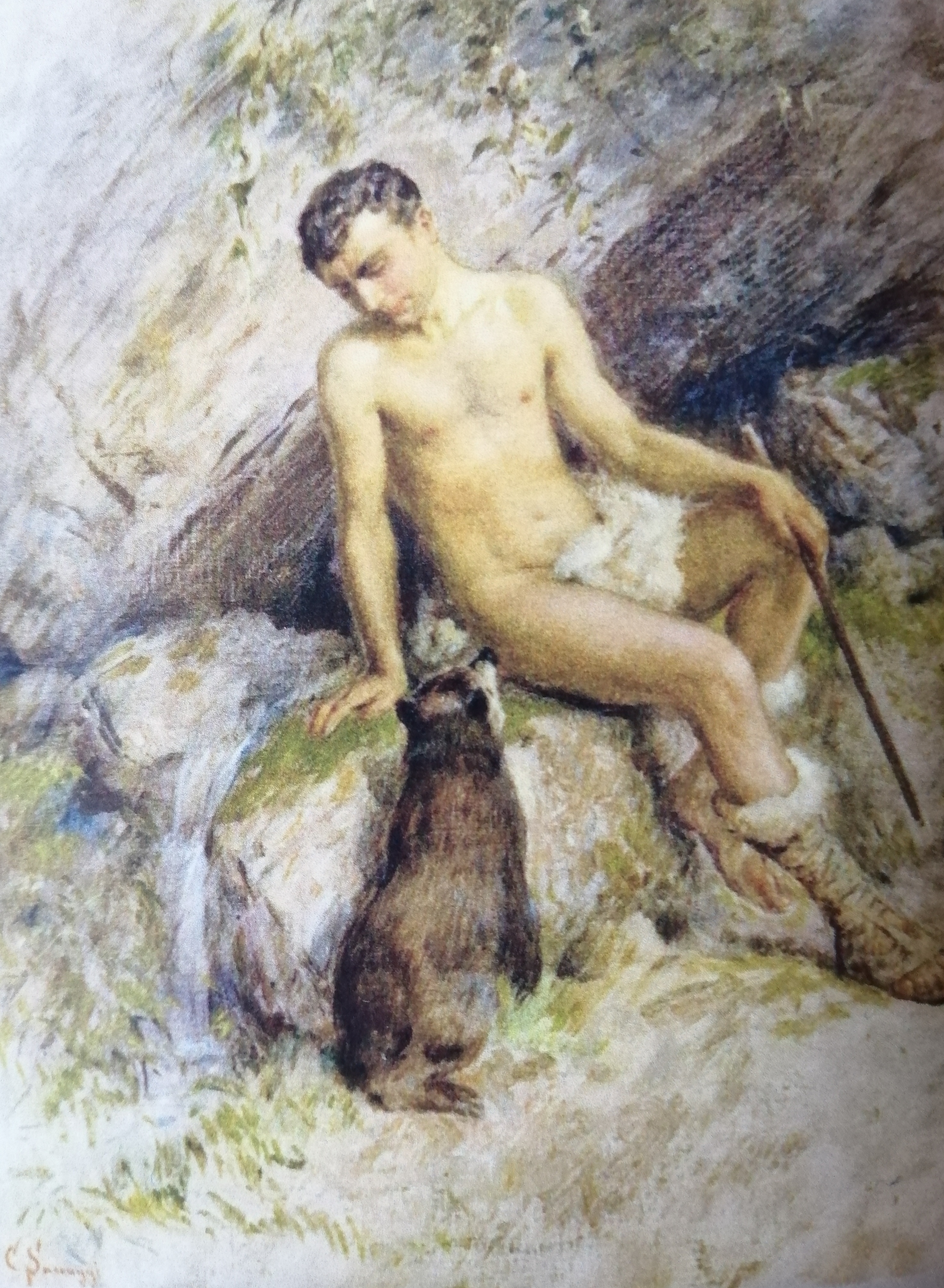
Berger d'Arcadie (1927), localisation inconnue.
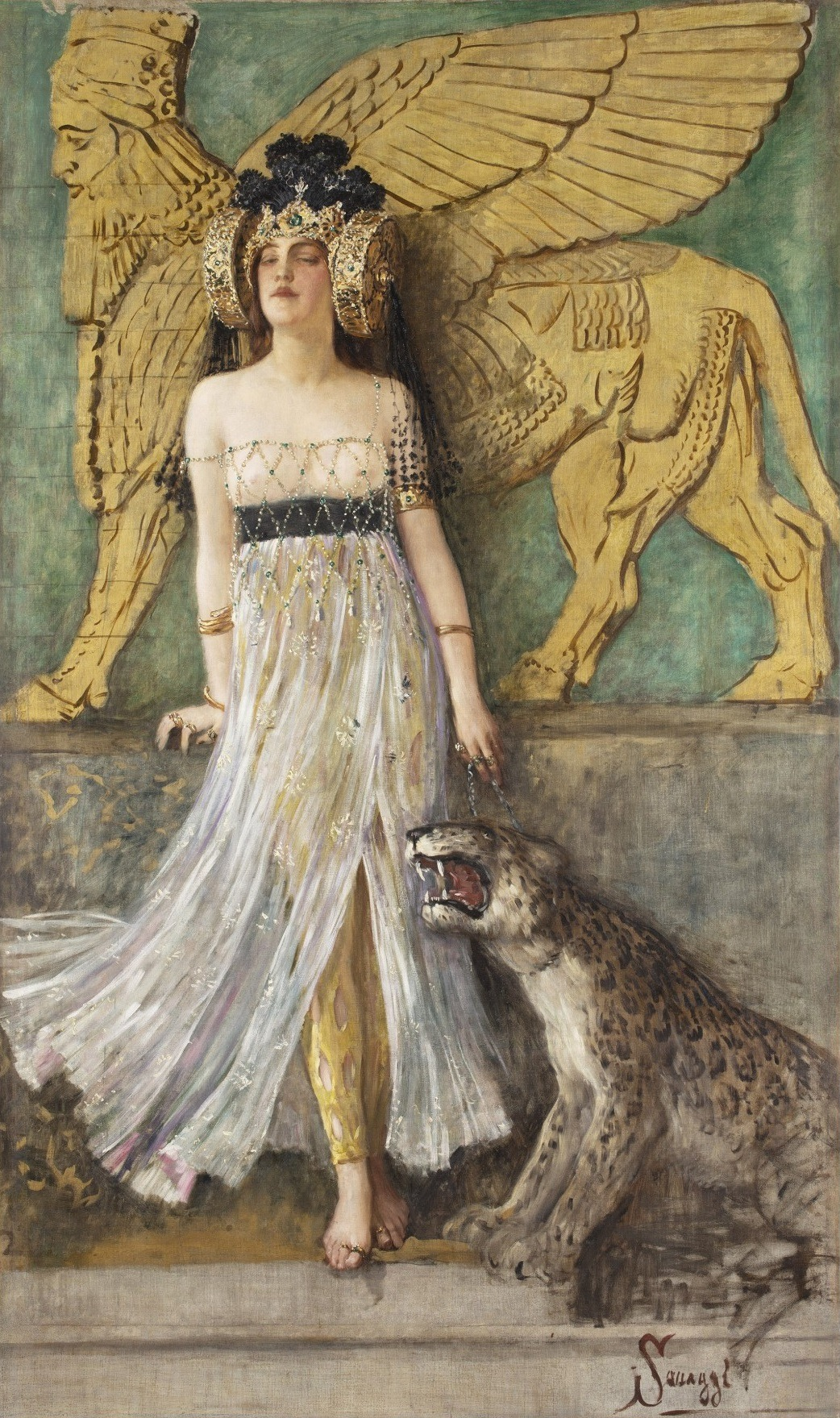
La Reine Semyramide (avant 1934), localisation inconnue.
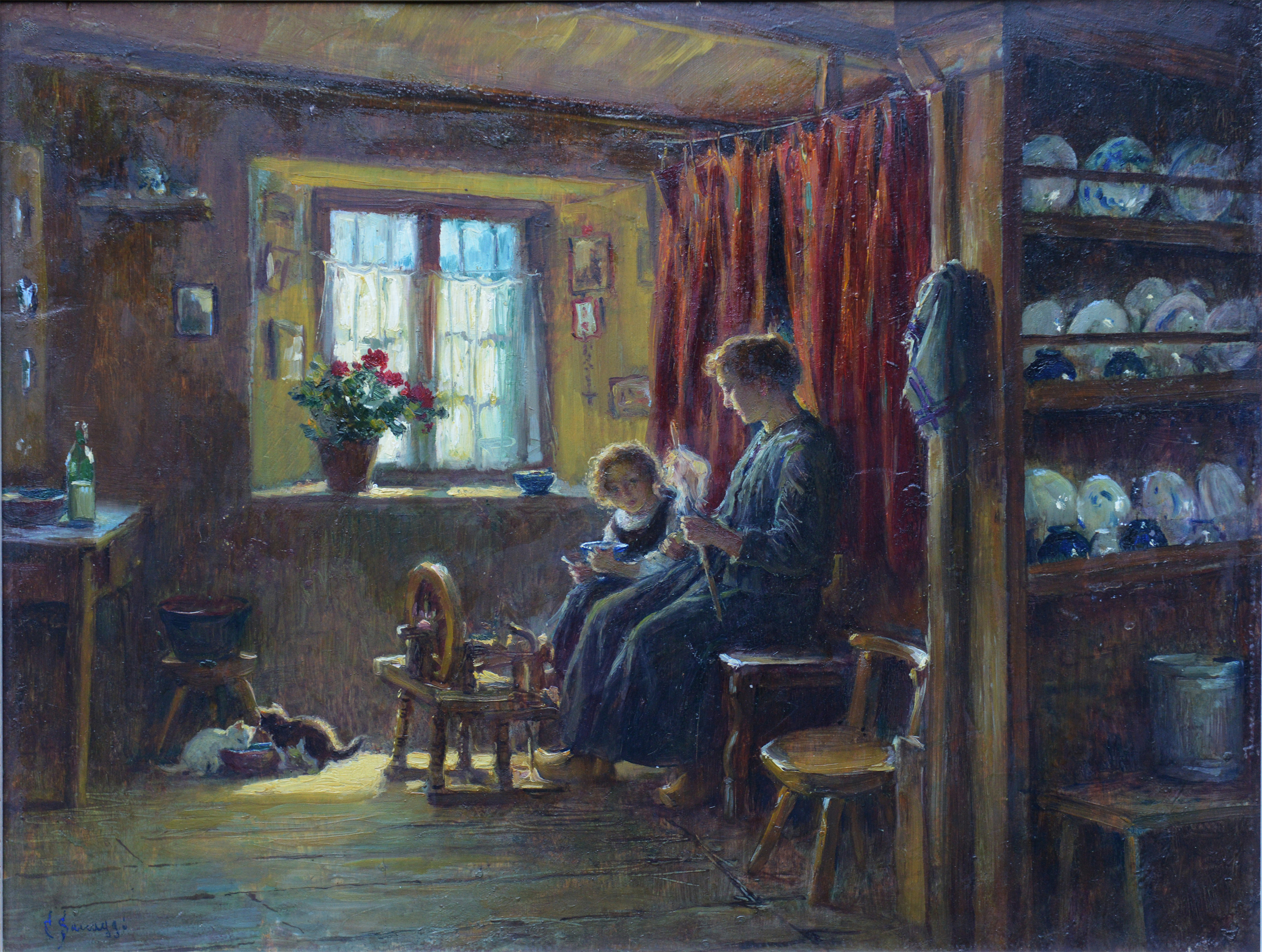
Intérieur à Champoluc, localisation inconnue.
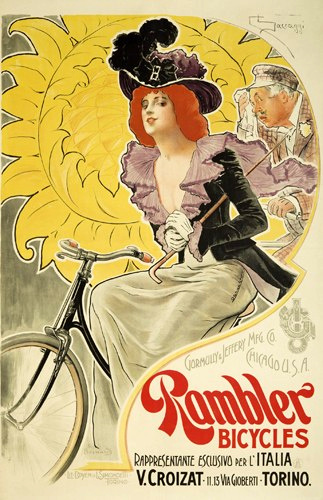
Rambler Bicycles, affiche.
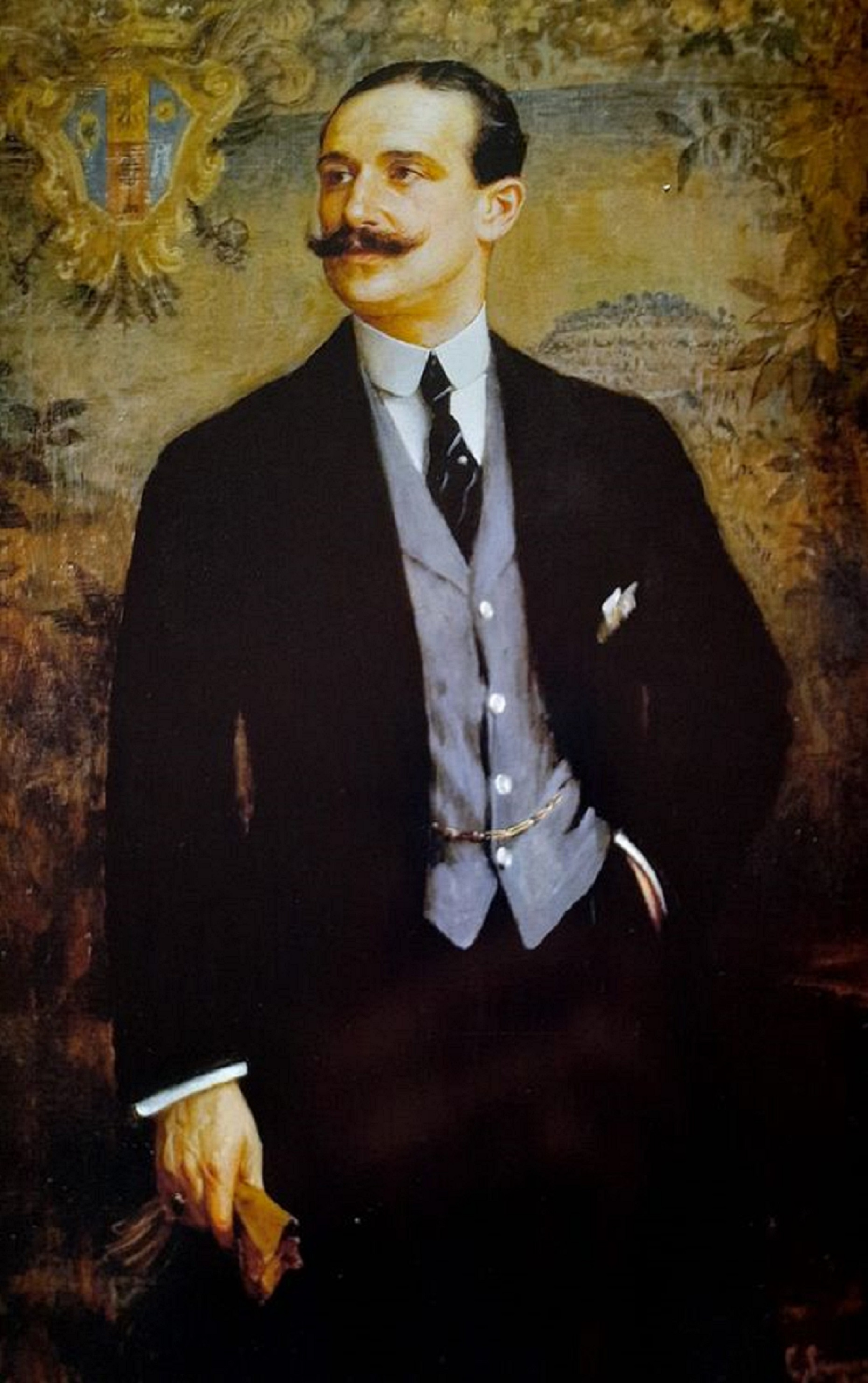
Portrait du Marquis Frascaroli Calvino, 1914.